# Biencourt (Québec)
Pour les articles homonymes, voir Biencourt.
Biencourt est une municipalité de moins de 500 habitants située dans la municipalité régionale de comté du Témiscouata dans la région administrative du Bas-Saint-Laurent au Québec (Canada).

## Toponymie
La municipalité est nommée en l'honneur de Charles de Biencourt de Saint-Just qui fut gouverneur de l'Acadie de 1615 jusqu'à sa mort en 1623. Ce nom avait d'abord été attribué au canton de Biencourt créé en 1920 dans lequel la municipalité est située.
Les gentilés sont nommés Biencourtois et Biencourtoises,.

## Histoire
En 1931, une colonie est établie. Les colons viennent surtout de Témiscouata-sur-le-Lac qui est alors deux municipalités distinctes, Notre-Dame-du-Lac et Cabano, ainsi que de Saint-Hubert-de-Rivière-du-Loup. La même année, une mission catholique est fondée sous le nom de « La Nativité-de-la-Sainte-Vierge »,. Les registres paroissiaux sont ouverts depuis le 21 janvier 1932. La même année, une première chapelle est construite.
Le 10 août 1946, la paroisse de La Nativité-de-la-Sainte-Vierge est érigée canoniquement,. Le 30 novembre suivant, elle est érigée civilement. Le premier curé de la paroisse est Jean-Baptiste Morin. En 1947, la municipalité de Biencourt est créée. En 1949, l'église est complètement restaurée.
En 2014, Biencourt est l'une des localités organisatrices du Ve Congrès mondial acadien.

## Géographie
La municipalité de Biencourt fait partie de la municipalité régionale de comté du Témiscouata dans la région administrative du Bas-Saint-Laurent. Elle est située sur le versant sud du fleuve Saint-Laurent à 300 km au nord-est de Québec et à 440 km au sud-ouest de Gaspé. Les villes importantes près de Biencourt sont Rivière-du-Loup à 105 km à l'ouest, Trois-Pistoles à 65 km au nord-ouest et Rimouski à 75 km au nord-est. Biencourt est situé sur la route 296 entre Saint-Michel-du-Squatec au sud-ouest et Lac-des-Aigles au nord-ouest. En fait, la route 296 passe d'une orientation sud-ouest-nord-est à une orientation sud-est-nord-ouest à Biencourt. Le territoire de Biencourt couvre une superficie de 187,80 km2.

## Démographie
| 1951  | 1956  | 1961  | 1966  | 1971 | 1976 | 1981 | 1986 |
| ----- | ----- | ----- | ----- | ---- | ---- | ---- | ---- |
| 1 359 | 1 522 | 1 384 | 1 254 | 947  | 818  | 824  | 830  |

| 1991 | 1996 | 2001 | 2006 | 2011 | 2016 | 2021 | - |
| ---- | ---- | ---- | ---- | ---- | ---- | ---- | - |
| 747  | 675  | 619  | 596  | 506  | 464  | 433  | - |

Distribution de l'âge en 2006.

Selon Statistiques Canada, la population de Biencourt était de 596 habitants en 2006. La tendance démographie des dernières années suit celle de l'Est du Québec, c'est-à-dire une décroissance. En effet, en 2001, la population était de 619 habitants. Ce qui correspond à un taux de décroissance de 3,7 % en cinq ans. L'âge médian de la population est de 49 ans.
Le nombre total de logements privés du village est de 332. Cependant, seulement 265 de ces logements sont occupés par des résidents permanents. La majorité des logements de Biencourt sont des maisons individuelles.
Statistiques Canada ne recense aucun immigrant à Biencourt. 100 % de la population de Biencourt a le français comme langue maternelle. 8,4 % de la population maitrise les deux langues officielles du Canada. Statistiques Canada ne recense aucun autochtone à Biencourt.
Le taux de chômage dans la municipalité était de 27,5 % en 2006. Le revenu médian des Biencourtois est de 17 256 $.
53,3 % de la population de 15 ans et plus de Biencourt n'a aucun diplôme d'éducation. 30,5 % de cette population n'a que le diplôme d'études secondaires ou professionnelles. 3,8 % de cette population a un diplôme de niveau universitaire. Tous les habitants de Biencourt ont effectué leurs études à l'intérieur du Canada. Les principaux domaines d'études des Biencourtois sont « l'architecture, le génie et les services connexes » ainsi que « le commerce, la gestion et l'administration publique ».

## Administration
Le conseil municipal est composé d'un maire et de six conseillers élus à tous les quatre ans.
| Mandat      | Fonction    | Nom                |
| ----------- | ----------- | ------------------ |
| 2021 - 2025 | Maire       | Aucun (Démission)  |
| 2021 - 2025 | Conseillers |                    |
| 2021 - 2025 | #1          | Daniel Rioux       |
| 2021 - 2025 | #2          | Sébastien Beaulieu |
| 2021 - 2025 | #3          | Raymond Lavoie     |
| 2021 - 2025 | #4          | Daniel Dumont      |
| 2021 - 2025 | #5          | Simon Bélanger     |
| 2021 - 2025 | #6          | Linda Lavoie       |

| Biencourt Maires depuis 2005                                                                                          |                |                                 |          |
| Élection | Maire          | Qualité                         | Résultat |
| 2005 | Daniel Boucher |                                 | Voir     |
| 2009 | Daniel Boucher | Voir                            |          |
| 2013 | Daniel Boucher | Voir                            |          |
| 2017 | Daniel Boucher | Voir                            |          |
| 2021 | Daniel Boucher | Voir                            |          |
| mars 2023 | Raymond Lavoie | Maire suppléant (mars-mai 2023) | Voir     |
| Élection partielle en italique Depuis 2005, les élections sont simultanées dans toutes les municipalités québécoises. |                |                                 |          |

De plus, Julie Vaillantcourt est la directrice-générale et secrétaire-trésorière de la municipalité.

## Économie
L'économie de Biencourt est surtout concentrée autour de l'industrie du bardeau de cèdre

## Religion
La paroisse catholique La Nativité-de-la-Sainte-Vierge de Biencourt fait partie de l'archidiocèse de Rimouski.